# La Pléyade

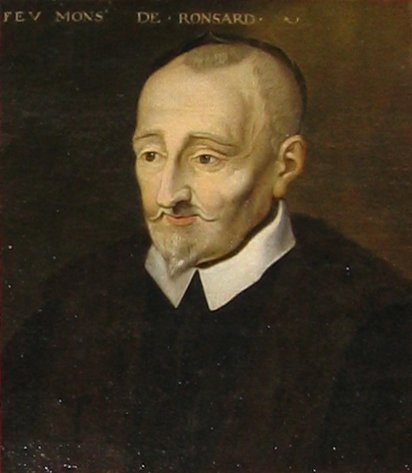
Retrato de Ronsard por un artista desconocido alrededor de 1620. Ronsard fue, junto a Du Bellay, el poeta más importante de La Pléyade

La Pléyade (que en un primer momento recibió el nombre de «la Brigada») es un grupo de siete poetas franceses del siglo XVI reunidos alrededor de Pierre de Ronsard y Joachim du Bellay.

## Orígenes del grupo
Tras la desaparición de Clément Marot, la gran figura de la poesía francesa en el siglo XVI muchos fueron los que trataron de imitar al gran maestro, formando lo que se llamó la Escuela Marótica, epígonos carentes de originalidad entre los que destacó la figura de Mellin de Saint-Gelais. Esta escuela sería el blanco de los ataques de los renovadores de La Pléyade.
Sin embargo, y antes de que este grupo brillara en el firmamento poético francés, el eje se desplazó a la ciudad de Lyon, en donde surgió un interesantísimo grupo de poetas, agrupados en lo que se ha dado en llamar la Escuela Lionesa. Una de las características de este grupo es que había poetas varones (Maurice Scève) y mujeres (Pernette Du Guillet, Louise Labé).
A partir de 1547 y a lo largo al menos de cinco años, una serie de jóvenes admiradores de la cultura greco-latina acudieron a los cursos del célebre humanista Dorat, en el colegio de Coqueret, en París. Entre ellos estaban Ronsard, Du Bellay y Baïf. Estudiaban a los grandes maestros clásicos bajo el reciente prisma del humanismo. A petición de Francisco I, trabajaron también por la estandarización y el enriquecimiento de la lengua francesa, añadiendo cultismos y neologismos que sirvieran para enriquecerla.

## LaDefensa e ilustración de la lengua francesa
La Defensa e ilustración de la lengua francesa se publicó, con la firma de Joachim Du Bellay en 1549. Se trata de un manifiesto que de algún modo resume la doctrina del grupo:
- 1. Defender la dignidad de la lengua francesa como lengua culta de igual rango que el latín contra los que no la consideran como tal.
- 2. Renovar las letras francesas mediante la imitación de los clásicos grecolatinos y los poetas del Renacimiento italiano Petrarca, Dante, Dolce stil nuovo.
- 3. Enriquecer o ilustrar la lengua francesa ilustrándola mediante la introducción de vocablos extraídos de los dialectos franceses y de cultismos provenientes de las lenguas clásicas.
- 4. Aumentar el repertorio de géneros y formas poéticas de la métrica francesa introduciendo estrofas nuevas grecolatinas e italianas (sonetos, odas, elegías, himnos, églogas...)
- 5. Aportar nuevos recursos literarios y retóricos, como el encabalgamiento o enjambement.
- 6. Renegar de la literatura francesa medieval y sus géneros y volver a los géneros poéticos de la Antigüedad.
- 7. Rechazar el marotismo.

El grupo niega la poesía como ejercicio de ingenio: la misión del poeta es servir a la belleza y hacer que la genialidad francesa se manifieste. Como para hacer prosperar sus teorías era necesario ser más beligerantes, al principio adoptaron el nombre de La brigada. Sin embargo, más adelante se transformaron en La Pléyade y, aunque con bajas y altas más adelante, fueron (como las estrellas de la constelación) siete:
- Joachim Du Bellay
- Pierre de Ronsard
- Antoine de Baïf
- Rémy Belleau
- Étienne Jodelle
- Pontus de Tyard
- Jean Dorat

También se consideran miembros del grupo en algún momento Guillaume des Autels, Jacques Pelletier du Mans y Jean de la Péruse.
Defienden a la vez la imitación de los autores grecolatinos y el valor cultural de la lengua francesa. Propugnan el alejandrino y el soneto como formas poéticas mayores.
El nombre de la colección La Pléiade editada por Gallimard está inspirada en este grupo de poetas, que impulsaron enormemente el uso del francés considerado anteriormente como un dialecto entre otros (por ejemplo el Gascón, o el Bretón). Antes de las reformas impuestas por el rey Francisco I en la Ordenanza de Villers-Cotterêts, el idioma oficial (es decir el idioma utilizado en tratados jurídicos, en literatura y otras disciplinas) era el latín.
- Datos: Q528648